# ماتيلدا الألمانية
ماتيلدا الألمانية (صيف 979 - نوفمبر 1025)؛ كانت كونتيسة بالاطين اللوثارينجيا، وهي عضو في سلالة أوتونية، فهي الابنة الثالثة لإمبراطور أوتو الثاني وزوجته ثيوفانو البيزنطية، بعد ولادتها بفترة وجيزة تم إرسالها إلى دير إيسن الإمبراطوري التي ترأسه ابنة عمها ماتيلد، تلقت ماتيلدا تعليمًا هنا، كان من المفترض أن ماتيلدا ستبقى في الدير وتصبح رئيسة دير مثل شقيقتها الأكبر سنًا أديلايد وصوفيا.

## الزواج
قدر لها الزواج من إتسو كونت بالاطين اللوثارينجيا، يقال أن شقيقها الإمبراطور أوتو الثالث عارض فكرة زواجها، ولكن بعد أن قدم العريس هدايا كبيرة، وافقت والدتها على الزواج، وقرر لها ترك الدير، يقال أن إتسو كان يعشقها منذ كانت في الدير، من المحتمل أن هذا الزواج كان يهدف إلى ضمان قوة أوتو الثالث، بحيث امتلكت عائلته أراضي واسعة في نهر الراين السفلى والموزيل، وكذلك تنحدر والدته من عائلة دوقات شوابيا، لذلك له حق المطالبة بهذه الأراضي. وكذلك التقت ماتيلدا بعض الأراضي التي أعطتها لزوجها.
أنجبت ماتيلدا لزوجها عشرة أبناء:-
- ليودولف (حوالي. 1000 - 10 أبريل 1031)؛ كونت زوتفن.
- أوتو الأول (توفي. عام 1047)؛ كونت بالاطين اللوثارينجيا ولاحقًا دوق شوابيا باسم أوتو الثاني.
- هيرمان الثاني (995-1056)؛ رئيس أساقفة كولونيا.
- ثيوفانو ( توفي 1056) ،الأميرة الدير في إيسن وجيريسهايم
- ريشيزا (توفيت. 21 مارس 1063)؛ كانت ملكة بولندا القرينة بزواجها من ميشكو الثاني، لهم ذرية.
- أديلهيد (توفيت. عام 1030)؛ راهبة.
- هيلفيغ، راهبة
- ماتيلد، راهبة
- صوفي، راهبة
- إيدا (توفيت. 1060)؛ راهبة.